# Elecciones al Congreso de los Diputados de noviembre de 2019 (La Coruña)
Las elecciones al Congreso de los Diputados de 2019 se celebraron en la provincia de La Coruña el domingo 10 de noviembre, como parte de las elecciones generales convocadas por Real Decreto dispuesto el 4 de marzo de 2019 y publicado en el Boletín Oficial del Estado el día siguiente. Se eligieron los 8 diputados del Congreso correspondientes a la circunscripción electoral de La Coruña, mediante un sistema proporcional (método d'Hondt) con listas cerradas y un umbral electoral del 3 %.

## Resultados
Los comicios depararon 3 escaños al Partido dos Socialista de Galicia y al Partido Popular y 1 escaño a En Común y al Bloque Nacionalista Galego.
| Candidatura                                          | Candidatura                                          | Votos     | %                                        | Escaños                                  |
| ---------------------------------------------------- | ---------------------------------------------------- | --------- | ---------------------------------------- | ---------------------------------------- |
|                                                      | Partido Popular (PP)                                 | 187 127   | 30,87                                    | 3                                        |
|                                                      | Partido dos Socialistas de Galicia-PSOE (PSdeG-PSOE) | 184 178   | 30,38                                    | 3                                        |
|                                                      | En Común (Podemos-EU-Mareas en Común-Equo)           | 77 069    | 12,71                                    | 1                                        |
|                                                      | Bloque Nacionalista Galego (BNG)                     | 58 135    | 9,59                                     | 1                                        |
|                                                      |                                                      |           |                                          |                                          |
| Vox (Vox)                                            | Vox (Vox)                                            | 50 325    | 8,30                                     | 0                                        |
| Ciudadanos-Partido de la Ciudadanía (Cs)             | Ciudadanos-Partido de la Ciudadanía (Cs)             | 28 469    | 4,70                                     | 0                                        |
| Más País-Equo                                        | Más País-Equo                                        | 12 619    | 2,08                                     | 0                                        |
| Partido Animalista Contra el Maltrato Animal (PACMA) | Partido Animalista Contra el Maltrato Animal (PACMA) | 4572      | 0,75                                     | 0                                        |
| Partido Comunista Obrero Español (PCOE)              | Partido Comunista Obrero Español (PCOE)              | 1689      | 0,28                                     | 0                                        |
| Recortes Cero-Grupo Verde (R0-GV)                    | Recortes Cero-Grupo Verde (R0-GV)                    | 925       | 0,15                                     | 0                                        |
| Por un Mundo Más Justo (PUM+J)                       | Por un Mundo Más Justo (PUM+J)                       | 607       | 0,10                                     | 0                                        |
| Partido Comunista dos Traballadores de Galiza (PCTG) | Partido Comunista dos Traballadores de Galiza (PCTG) | 472       | 0,08                                     | 0                                        |
| Votos válidos                                        | Votos válidos                                        | 606 187   | 100,00                                   | 8                                        |
| Votos nulos                                          | Votos nulos                                          | 7056      | Participación: · \| \| 57,04 % \| 16,43% | Participación: · \| \| 57,04 % \| 16,43% |
| Votantes                                             | Votantes                                             | 620 550   | Participación: · \| \| 57,04 % \| 16,43% | Participación: · \| \| 57,04 % \| 16,43% |
| Electores                                            | Electores                                            | 1 087 839 | Participación: · \| \| 57,04 % \| 16,43% | Participación: · \| \| 57,04 % \| 16,43% |
|                                                      | 57,04 %                                              |           |                                          |                                          |

## Diputados electos
Relación de diputados electos:
| N.º | Nombre                            | Lista | Lista    |
| --- | --------------------------------- | ----- | -------- |
| 1   | Marta González Vázquez            |       | PP       |
| 2   | Pilar Cancela Rodríguez           |       | PSOE     |
| 3   | Tristana María Moraleja Gómez     |       | PP       |
| 4   | Pablo Arangüena Fernández         |       | PSOE     |
| 5   | António Gómez-Reino Varela        |       | En Común |
| 6   | María Valentina Martínez Ferro    |       | PP       |
| 7   | María Montserrat García Chavarría |       | PSOE     |
| 8   | Néstor Rego Candamil              |       | BNG      |